# Wolferstadt
Wolferstadt település Németországban, azon belül Bajorországban. Lakosainak száma 1111 fő (2023. december 31.). Wolferstadt Treuchtlingen és Polsingen községekkel határos.

## Népesség
A település népessége az elmúlt években az alábbi módon változott:
| Lakosok száma | 658  | 930  | 822  | 995  | 1089 | 1077 | 1085 | 1081 | 1087 | 1111 |
|               | 1875 | 1950 | 1975 | 1987 | 2012 | 2014 | 2016 | 2017 | 2021 | 2023 |